# Zaleptus siamensis
Zaleptus siamensis is een hooiwagen uit de familie Sclerosomatidae.